# Rudi Garcia
Rudi Garcia (ur. 20 lutego 1964 w Nemours) – francuski trener, piłkarz. Obecnie pełni funkcję selekcjonera reprezentacji Belgii.

## Kariera

### Kariera piłkarska
Jego ojciec był piłkarzem CS Sedan, a potem trenerem AS Corbeil-Essonnes. Przyjął tam swojego sześcioletniego syna na pozycję ofensywnego pomocnika. Po dziewięciu latach przeniósł się do Viry-Châtillon, w którym wykazał się wysoką skutecznością.
Kiedy Viry trafiło do drugiej ligi francuskiej, Garcia został sprzedany do Lille OSC. Przez dwa lata miał tam okres próbny, a przez cztery grał już profesjonalnie. W ponad 80 meczach zdobył cztery bramki. Pierwszego gola dla LOSC strzelił 14 grudnia 1984 roku. Mecz zapowiadał się na remis 2:2. Spotkanie było bardzo wyrównane, ale w końcówce Garcia zdobył bramkę na 3:2 i Lille pokonało PSG.
Po skończeniu umowy z Lille przeniósł się do SM Caen. Po trzech latach zdecydował, że chce grać w Martigues. Bardzo często Garcia doznawał urazów i w wieku 28 lat zakończył karierę.

### Kariera trenerska
Garcia w 1994 roku zakończył karierę piłkarską i zaczął pracę jako trener w Corbeil-Essonnes. Pięć lat później trafił na miejsce asystenta trenera w AS Saint-Étienne. Dwa lata później został trenerem na jeden sezon, ponieważ po roku (2002) przeszedł do Dijon FCO. Trenował tam graczy najdłużej – do 2007, kiedy trafił w do Le Mans FC. Od 2008 był trenerem Lille OSC. W 2011 roku przedłużył kontrakt z Lille OSC do 2014 roku. Po sezonie 2012/13 zakończył pracę w klubie.
12 czerwca 2013 roku ogłoszono, że zostanie nowym trenerem Romy.
20 października 2016 został trenerem francuskiego klubu Olympique Marsylia.
14 października 2019 otrzymał nominację na trenera Olympique Lyon.

## Osiągnięcia

### Trener
- Zdobywca Mistrzostwa Francji w sezonie 2010/11 z Lille OSC
- Zdobywca Pucharu Francji w sezonie 2010/11 z Lille OSC
- Najlepszy Trener Francji w 2011 roku według "France Football"
- Półfinał Ligi Mistrzów w sezonie 2019/20 z Olympique Lyon